# Šejk Ahmed
Šejk Ahmed je bil zadnji kan Velike horde, ostanka Zlate horde, * ni znano, † 1529.

## Življenje
Bil je eden od treh sinov kana Ahmeda bin Kučuka, ki je leta 1480 izgubil Rusijo. Po Ahmedovem  umoru leta 1481 so se za oblast začeli boriti njegovi sinovi in še bolj oslabili Hordo. Horda se je takrat s svojo zaveznico Veliko litovsko kneževino vojskovala s Krimskim kanatom in njegovo  zaveznico Moskovsko veliko kneževino.
Leta 1500 se je moskovsko-litovska vojna nadaljevala. Litva se je ponovno povezala z Veliko hordo. Leta 1501 je Šejk Ahmed pri Rilsku napadel moskovsko vojsko. Litovski veliki knez Aleksander Jagielo je bil preobremenjen s svojim nasledstvom v Poljskem kraljestvu in se pohoda ni udeležil.  Ostra zima, povezana s požigom stepe, ki ga je opravil krimski  kan Mengli I. Geraj, sta povzročila lakoto v Šejk Ahmedovi vojski. Veliko mož je dezertiralo, ostanki vojske pa so bili junija 1502 poraženi na reki Suli.
Šejk Ahmed je bil prisiljen na izgnanstvo. Zatočišče je iskal v Osmanskem cesarstvu ali v njegovi zaveznici Moskovski veliki kneževini, potem pa se je obrnil na Veliko litovsko kneževino. Litva  svojemu nekdanjemu zavezniku ni pomagala, ampak ga je za več kot dvajset let vrgla v ječo in izrabljala v pogajanjih s Krimskim kanatom: če se kanat ne bo obnašal po naših željah, bo Ahmed izpuščen in bo nadaljeval vojno s kanatom. Mengli I. Geraj je proti svoji volji postal litovski zaveznik. Ahmed je bil po poskusu pobega iz ječe v Trakaju premeščen v grad v Kaunasu. Po bitki pri Olšanici januarja 1527 je bil izpuščen iz ječe. Po osvoboditvi naj bi se dokopal do oblasti v Astrahaskem kanatu. Umrl je okoli leta 1529.

## Vira
- Howorth, Henry Hoyle (1880). History of the Mongols from the 9th to the 19th Century. Zv. 2. Longmans, Green, and Co. OCLC 49793717.
- Kolodziejczyk, Dariusz (2011). The Crimean Khanate and Poland-Lithuania: International Diplomacy on the European Periphery (15th-18th Century). A Study of Peace Treaties Followed by Annotated Documents. The Ottoman Empire and its Heritage. BRILL. ISBN 9789004191907.